# Le Tilleul-Lambert
Le Tilleul-Lambert és un municipi francès situat al departament de l'Eure i a la regió de Normandia. L'any 2007 tenia 181 habitants.

## Demografia

### Població
El 2007 la població de fet de Le Tilleul-Lambert era de 181 persones. Hi havia 52 famílies de les quals 8 eren unipersonals (4 homes vivint sols i 4 dones vivint soles), 12 parelles sense fills, 28 parelles amb fills i 4 famílies monoparentals amb fills.
La població ha evolucionat segons el següent gràfic:
Habitants censats

### Habitatges
El 2007 hi havia 68 habitatges, 59 eren l'habitatge principal de la família, 5 eren segones residències i 4 estaven desocupats. Tots els 68 habitatges eren cases. Dels 59 habitatges principals, 52 estaven ocupats pels seus propietaris i 7 estaven llogats i ocupats pels llogaters; 2 tenien tres cambres, 17 en tenien quatre i 40 en tenien cinc o més. 40 habitatges disposaven pel capbaix d'una plaça de pàrquing. A 20 habitatges hi havia un automòbil i a 36 n'hi havia dos o més.

### Piràmide de població
La piràmide de població per edats i sexe el 2009 era:
| Homes | Edats   | Dones |
| ----- | ------- | ----- |
| 0     | 95 o +  | 0     |
| 0     | 90 a 94 | 0     |
| 0     | 85 a 89 | 0     |
| 0     | 80 a 84 | 0     |
| 4     | 75 a 79 | 4     |
| 0     | 70 a 74 | 0     |
| 4     | 65 a 69 | 0     |
| 8     | 60 a 64 | 4     |
| 0     | 55 a 59 | 8     |
| 0     | 50 a 54 | 0     |
| 4     | 45 a 49 | 4     |
| 12    | 40 a 44 | 8     |
| 4     | 35 a 39 | 12    |
| 8     | 30 a 34 | 4     |
| 4     | 25 a 29 | 0     |
| 0     | 20 a 24 | 4     |
| 8     | 15 a 19 | 8     |
| 8     | 10 a 14 | 0     |
| 20    | 5 a 9   | 8     |
| 8     | 0 a 4   | 12    |

## Economia
El 2007 la població en edat de treballar era de 114 persones, 89 eren actives i 25 eren inactives. De les 89 persones actives 82 estaven ocupades (46 homes i 36 dones) i 7 estaven aturades (4 homes i 3 dones). De les 25 persones inactives 5 estaven jubilades, 10 estaven estudiant i 10 estaven classificades com a «altres inactius».

### Ingressos
El 2009 a Le Tilleul-Lambert hi havia 66 unitats fiscals que integraven 201 persones, la mediana anual d'ingressos fiscals per persona era de 18.897 €.

### Activitats econòmiques
Dels 4 establiments que hi havia el 2007, 1 era d'una empresa de comerç i reparació d'automòbils, 2 d'empreses de serveis i 1 d'una empresa classificada com a «altres activitats de serveis».
L'any 2000 a Le Tilleul-Lambert hi havia 13 explotacions agrícoles que ocupaven un total de 1.010 hectàrees.

## Equipaments sanitaris i escolars
El 2009 hi havia una escola elemental integrada dins d'un grup escolar amb les comunes properes formant una escola dispersa.

## Poblacions més properes
El següent diagrama mostra les poblacions més properes.